# Claudia Honegger
Claudia Honegger (* 13. November 1947 in Wald, Kanton Zürich) ist eine Schweizer Soziologin.

## Leben
Claudia Honegger wurde 1947 in Wald, Kanton Zürich, als Tochter des Industriellen Otto Honegger und der Psychologin Ada Honegger-Kaufmann geboren. Sie hat zwei Brüder: Otto Carl, geboren 1945, und Andreas Johannes, geboren 1956. 
Nach der Matura Typ B an der Kantonsschule Zürcher Oberland in Wetzikon Sprachaufenthalt in London und Birmingham. Im Wintersemester 1967/68 begann sie ein Studium der Nationalökonomie und Philosophie an der Universität Zürich, ausserdem ein Studium der Soziologie bei Peter Heintz. Sie war Mitglied der Fortschrittlichen Studentenschaft Zürich (FSZ) und Gründungsmitglied der Frauenbefreiungsbewegung (FBB). 
Ab dem Sommersemester 1970 studierte sie Soziologie, Philosophie, Politikwissenschaft und Sozialpsychologie an der Johann Wolfgang Goethe-Universität in Frankfurt am Main (unter anderen bei Jürgen Habermas, Ulrich Oevermann und Iring Fetscher). 1975 schloss sie das Studium in Soziologie mit einer Arbeit über die europäische Hexenverfolgung ab.
Seit dem Frühjahr 1975 Aufenthalt in Paris zunächst als Postgraduierte an der École des Hautes Études en Sciences Sociales (EHESS) bei Pierre Bourdieu. Sie besuchte zahlreiche Veranstaltungen von Michel Foucault am Collège de France sowie von Annales-Historikern (wie Robert Mandrou, Jacques Le Goff, Marc Ferro) an der EHESS. Sie war als Publizistin und Übersetzerin tätig, vor allem für den Suhrkamp Verlag. 
1980 kumulative Promotion in Soziologie an der Universität Bremen.
Nach Frankfurt am Main zurückgekehrt, war sie von 1980 bis 1982 Lektorin für Geschichts- und Sozialwissenschaften bei der Europäischen Verlagsanstalt (gemeinsam mit Günther Busch und Henning Ritter). Anschliessend arbeitete sie als Stipendiatin der Deutschen Forschungsgemeinschaft (DFG) in einem von Richard van Dülmen beantragten Projekt zum Einfluss der Medizin auf Familie und Frauenbild im 19. Jahrhundert. Aus diesem Projekt ist später die Habilitationsschrift „Die Codierung der Geschlechter in der Moderne“ sowie das Buch „Die Ordnung der Geschlechter. Die Wissenschaften vom Menschen und das Weib, 1750–1850“, hervorgegangen. Von 1984 bis 1989 war sie Wissenschaftliche Mitarbeiterin (bei Heinz Steinert) am Fachbereich Gesellschaftswissenschaften der Universität Frankfurt und hielt Lehrveranstaltungen u. a. zu „Feminismus und Kritische Theorie“, „Frauenkultur/Männerkultur“, „Karl Mannheim in Frankfurt“. An anderen Universitäten übernahm sie mehrere Lehraufträge. Sie war Mitbegründerin der interdisziplinären Zeitschrift „Feministische Studien“ (seit 1982).
Sie heiratete den Soziologen Ulf Matthiesen und hat zwei Söhne.
1990 habilitierte sie sich für das Fach Soziologie an der Johann Wolfgang Goethe-Universität Frankfurt am Main.
Zum Wintersemester 1990/91 wurde sie auf den Lehrstuhl für Allgemeine Soziologie an der Universität Bern berufen. Dort hielt sie u. a. Lehrveranstaltungen zu: Einführung in die Soziologie, Soziologische Theorien, Kultur-, Wissens-, Kunst- und Geschlechtersoziologie, Deutungsmusteranalyse und Qualitative Sozialforschung.
1995–1997 war sie Präsidentin der Schweizerischen Gesellschaft für Soziologie. Der Kongress der schweizerischen Sozialwissenschaften „Gesellschaften im Umbau. Identitäten, Konflikte, Differenzen“, Bern 1995 wurde von ihr mitorganisiert.
Der gemeinsame Kongress der deutschen, österreichischen und schweizerischen Gesellschaften für Soziologie „Grenzenlose Gesellschaft?“ 1998 in Freiburg im Breisgau wurde ebenfalls von ihr mitorganisiert.
Von 2002 bis 2004 war sie Dekanin der Wirtschafts- und Sozialwissenschaftlichen Fakultät der Universität Bern.
Sie arbeitete in zahlreichen Forschungsprojekten. Eine ausführliche Liste mit den Lizentiaten und Doktoraten findet sich auf ihrer Homepage. Sie gab die Bücherreihen „Schriftenreihe Kultursoziologie“ und „Neue Berner Beiträge zur Soziologie“ (NBBS) heraus.
Von 1998 bis 2009 war sie Mitglied der Trägerschaft der interdisziplinären Graduiertenprogramme „Wissen-Gender-Professionalisierung“; „Shifting Gender Cultures“; „Gender: Scripts and Prescripts“. 
Seit 2009 ist Claudia Honegger emeritiert.

## Schriften (Auswahl)
- Schrift und Materie der Geschichte. Vorschläge zur systematischen Aneignung historischer Prozesse (als Herausgeberin). Suhrkamp. Frankfurt am Main 1977
- Die Hexen der Neuzeit. Studien zur Sozialgeschichte eines kulturellen Deutungsmusters (als Herausgeberin). Suhrkamp (es 743), Frankfurt am Main 1978, ISBN 3-518-10743-7
- Listen der Ohnmacht. Zur Sozialgeschichte weiblicher Widerstandsformen (als Hrsg., mit Bettina Heintz). Europäische Verlagsanstalt, Frankfurt am Main 1981, ISBN 3-43-400468-8
- Die Ordnung der Geschlechter. Die Wissenschaften vom Menschen und das Weib 1750–1850. Campus, Frankfurt am Main 1991
- Das Ende der Gemütlichkeit. Strukturelles Unglück und mentales Leid in der Schweiz (als Hrsg., mit Marianne Rychner). Limmat, Zürich 1998, ISBN 3857913150
- Frauen in der Soziologie. Neun Porträts (als Hrsg., mit Theresa Wobbe). Beck (BsR 1198), München 1998
- Die Zukunft im Alltagsdenken. Szenarien aus der Schweiz (mit Caroline Bühler und Peter Schallberger). UVK, Konstanz 2002, ISBN 3-89669-992-X
- Wissen, Gender, Professionalisierung. Historisch-soziologische Studien (als Hrsg., mit Brigitte Liebig und Regina Wecker). Chronos, Zürich 2003, ISBN 3-03-400649-7
- Konkurrierende Deutungen des Sozialen. Geschichts-, Sozial- und Wirtschaftswissenschaften im Spannungsfeld von Politik und Wissenschaft (mit Susanne Burren, Hans Ulrich Jost und Pascal Jurt). Chronos, Zürich 2007, ISBN 3-0340-0766-3
- Strukturierte Verantwortungslosigkeit – Berichte aus der Bankenwelt (als Hrsg., mit Sighard Neckel und Chantal Magnin). Suhrkamp, Berlin 2010, ISBN 978-3-518-12607-3